# Louis Vervaeke
Louis Vervaeke, né le 6 octobre 1993 à Renaix, est un coureur cycliste belge, membre de l'équipe Soudal Quick-Step.

## Biographie

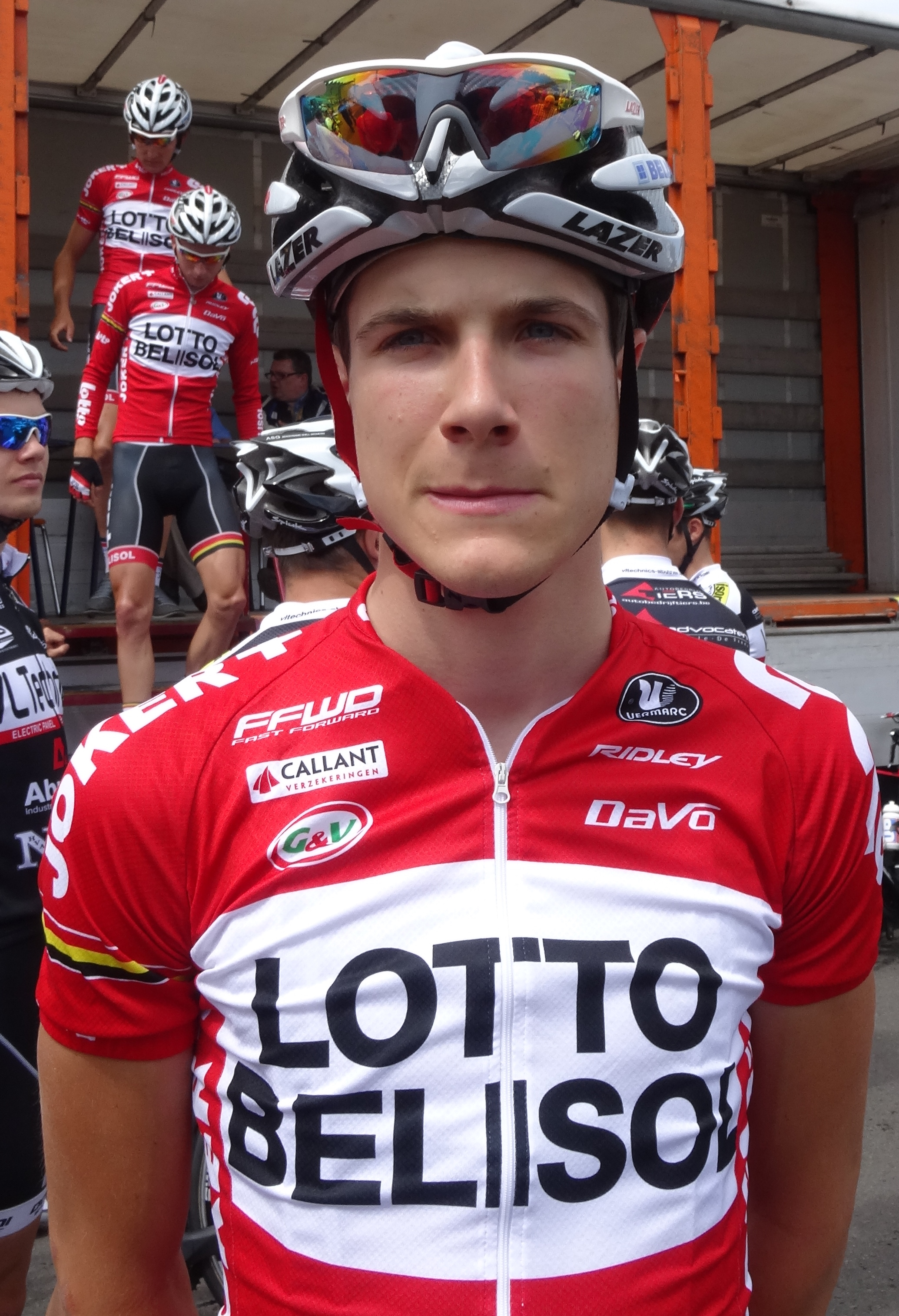
Louis Vervaeke lors du départ du Mémorial Philippe Van Coningsloo 2014 à Wavre.

### Débuts cyclistes
Louis Vervaeke naît le 6 octobre 1993 à Renaix en Belgique.
En 2012, pour sa première année en catégorie espoir, il est engagé par l'équipe continentale Jong Vlaanderen, qui est renommée Bofrost-Steria en cours de saison. Durant cette année, il est notamment sixième d'une étape de la Ronde de l'Isard d'Ariège et quinzième du Tour du Val d'Aoste. Il est recruté en 2013 par Lotto-Belisol U23, réserve de l'équipe professionnelle Lotto-Belisol. Il prend la quatrième place du Tour des Pays de Savoie et du Tour du Val d'Aoste, et dispute le championnat du monde sur route des moins de 23 ans.
Au premier semestre 2014, Vervaeke s'impose comme l'un des meilleurs grimpeurs de la catégorie espoirs, en remportant la Ronde de l'Isard et le Tour des Pays de Savoie. Ces résultats lui permettent de passer professionnel le 1er juillet 2014 dans les rangs de l'équipe Lotto-Belisol, qui l'engage pour deux ans et demi. En août, il dispute le Tour de l'Avenir avec l'équipe de Belgique espoirs. Vainqueur d'étape à La Toussuire, il termine cinquième du classement général. En octobre, il dispute le Tour de Pékin, sa première course World Tour.

### 2015 à 2017: premières années professionnelles chez Lotto
En 2015, il connait un début de saison compliqué à cause de chutes au Tour d'Andalousie et au Tour de Catalogne. Il participe à son premier Grand Tour, le Giro, où il reçoit comme mission d'assister son leader, Jurgen Van Den Broek, et de partir dans les échappées si c'est possible comme il le fera lors de la douzième étape. Il abandonnera lors de la seizième étape.
En 2016, Vervaeke tente sa chance plusieurs fois via des échappées ou en solitaire, sans succès. On peut citer sa tentative en mars pendant la première étape du Tour de Catalogne, ou en avril, où  il finit douzième de la deuxième étape du Tour du Pays basque, dans le même temps que Nairo Quintana. Il participe à sa première Vuelta, à laquelle il finit 89e.
2017 est une année décevante pour lui. Si l'année commençait de manière satisfaisante pour lui, il doit observer une période de repos forcé dû au « syndrome du surentraînement », ce qui l'éloigne plus de 3 mois de toutes compétitions,. Dès août, son transfert vers Sunweb la saison prochaine pour deux saisons est annoncé dans la presse.
Ce n'est que plus tard, en 2018 que Vervaeke lève le voile sur des problèmes qu'il a connus chez Lotto-Soudal et déclare dans une interview pour le journal belge Het Nieuwsblad qu'il avait besoin de changement. Il déclare aussi qu'il manquait de conseils dans son ancienne équipe, et qu'en général, son régime alimentaire ainsi que ses séances d'entraînement sont meilleurs dans sa nouvelle équipe. Il s'excusera sur Twitter pour ses propos, qui seront démentis par Marc Sergeant, manager de son ancienne équipe.

### 2018-2019: passage chez Sunweb
Tout cela derrière lui, il entame sa saison avec sa nouvelle équipe, en participant à Paris-Nice où il abandonne à la huitième et dernière étape. Il est aligné au Tour de Catalogne où il finit à une honorable 18e place au général ainsi qu'au Tour de Romandie où il abandonne, une dizaine de jours avant le début du Tour d'Italie. Au Giro, il occupe un poste important au sein de son équipe, étant premier lieutenant de Tom Dumoulin. Il tombe malade pendant la deuxième partie de la compétition. Mal reposé et visiblement gêné par son compagnon de chambre, il abandonne à la 19e étape.
La suite de saison se compose, entre autres, des championnats nationaux de Belgique sur route (en ligne et CLM), ainsi que du Tour de Pologne, du Tour de Grand-Bretagne ou encore du Tour de Turquie où il finit respectivement 68e, 55e et 67e.
Louis Vervaeke commence 2019 par le Tour de l'Algarve, où il finit 47e au général. Grâce aux forfaits de ses équipiers Soren Kragh Andersen et Martijn Tusveld, il est sélectionné pour le Circuit Het Nieuwsblad où il prend la 68e place. Il est également présent au départ de Paris-Nice, au service de Wilco Kelderman. Pendant la sixième étape, il tombe lourdement et est forcé à l'abandon. Conséquence de cette chute et pour la première fois depuis son passage en professionnel, il ne participe pas au Tour de Catalogne. Il termine 82e de la Flèche wallonne, gêné par une chute et 63e de Liège-Bastogne-Liège. Comme en 2018, il prend part au Giro et a comme mission d'aider Tom Dumoulin. Les plans changent dès que son leader jette l'éponge au début de la cinquième étape. Vervaeke tente sa chance lors de la 8e étape, sans succès. Il abandonne la course durant la 13e étape, épuisé.
Il commence sa deuxième partie de saison après 2 mois de repos, à la Classique San Sebastian dont il ne ralliera pas l'arrivée. Il est présent au départ du Tour du Danemark, où il signera une 11e place sur l'étape du contre-la-montre. Son contrat non renouvelé, c'est sa dernière année chez Sunweb. Dès 2020, il roulera pour Alpecin-Fenix.

### 2020-2021: une suite encourageante chez Alpecin-Fenix
Une année 2020 qui commence pour Vervaeke au Tour d'Andalousie dont il terminera 36e au général. Sa saison, interrompue par la Pandémie de Covid-19, ne reprend que 6 mois plus tard, au Gran Trittico Lombardo dont il finira 8e. En forme, il réalise une belle 16e place au classement général de Tirreno-Adriatico et prend part seize jours plus tard à la Flèche wallonne, course où il a carte blanche en l'absence de son leader. Il finit à la 22e place. Il met un terme à sa saison 2020 par une troisième participation à Liège-Bastogne-Liège où il termine 36e.
2021 est sa deuxième année chez Alpecin-Fenix. Il commence sa saison à l'UAE Tour. Après la première étape, un cas de Covid est détecté au sein du staff de l'équipe, ce qui amène toute l'équipe à quitter prématurément le course. Il prend part aux boucles Drôme-Ardèche où il arrive en tant qu'outsider. Il abandonne la Classique de l'Ardèche et fini 38e de la Drôme Classic. Vervaeke est sélectionné pour Paris-Nice et y faire parler ses talents de grimpeur sur les dernières étapes. Malade, il ne s'aligne pas au départ de la 6e étape. Il participe à la Flèche wallonne, où il est membre de l'échappée du jour et abandonne sur Liège-Bastogne-Liège, à la suite d'une chute.
Vervaeke participe au Giro, parmi une équipe où il est l'un des plus expérimentés. Lors de la quatrième étape, il fait partie de l'échappée du jour. Il tente de jouer la victoire d'étape, mais en comblant un écart avant la dernière montée, il utilise une cartouche de trop et ne peut suivre le gagnant du jour, Alessandro De Marchi,. Troisième du classement général à l'aube de la cinquième étape, il se hisse à la deuxième place à la suite de l'abandon de Joe Dombrowski. Ses rêves de maillot rose ne se concrétiseront pas, la faute à des conditions climatiques l'ayant mis dans le mal. Contrairement à ses 3 participations précédentes, il terminera ce Tour d'Italie, 20e. Premier belge au classement, il déclare que ce Giro lui a redonné de la confiance en soi et de la motivation pour l'avenir.
En juin, il ne participe qu'aux championnats de Belgique sur route où il se classe 76e. Il reprend la compétition en mi-juillet en étant aligné au Tour de Wallonie. Il y performe moyennement et annonce via Twitter qu'il traverse une période difficile à cause des conditions météorologiques qui l'ont affecté, lui et sa famille. Fin juillet, des rumeurs l'annoncent chez Deceuninck-Quick Step pour un contrat de deux ans.
Fin août, il remporte le classement de la montagne au Tour d'Allemagne et termine sa saison en Italie, notamment en participant au Tour de Lombardie où il se classe 74e.
Le 4 novembre 2021, son arrivée chez Deceuninck-Quick Step est officiellement annoncé pour les saisons 2022 et 2023.

### 2022 -: chez Quick-Step

#### 2022
Nouvel arrivant dans l'équipe Quick-Step, Vervaeke aura surtout comme objectif d'aider ses deux leaders, Alaphilippe et Evenepoel. Il est au départ du Tour de la Provence mais aussi du Tour de l'Algarve où il se classe 35e au général. Il abandonne tôt aux Strade Bianche qu'il dispute pour la première fois mais finit Milan-Turin que son coéquipier Mark Cavendish remporte au sprint. Il participe ensuite au Tour de Catalogne qu'il termine à la 62e place. En juin, Vervaeke doit renoncer à prendre le départ de la sixième étape du Tour de Suisse en raison d'un test positif au SARS-CoV-2. Équipier de Remco Evenepoel lors de la Vuelta 2022, il aide celui-ci à remporter ce tour en le secondant dans la plupart des étapes et surtout après l'abandon de Julian Alaphilippe.

#### 2023
Le 19 avril 2023, unique rescapé de la dernière échappée de la Flèche wallonne, il est seul en tête pour la dernière traversée de la ville de Huy et est finalement repris par le peloton à moins d'un kilomètre de l'arrivée, dans la première partie du Mur de Huy.
Présent sur le Tour d'Italie en tant qu'équipier de Remco Evenepoel, Vervaeke voit son leader abandonner au soir de la neuvième étape après avoir été infecté par le SARS-CoV-2. Trois jours plus tard, lui-même infecté, Vervaeke, tout comme ses coéquipiers Mattia Cattaneo, Josef Černý et Jan Hirt, est non-partant lors de la onzième étape. Il prolonge son contrat chez Soudal Quick-Step jusqu'à fin 2025.

#### 2024
En 2024, il joue son rôle d'équipier notamment sur le Tour de France, le Tour d'Espagne, Paris-Nice et le Tour de Suisse. Son meilleur résultat personnel est une troisième place sur la deuxième étape du Tour du Pays basque. 

#### 2025
En 2025, il lance parfaitement sa saison en signant sa première victoire individuelle chez les professionnels sur la deuxième étape du Tour d'Oman.

## Équipier et ami de Remco Evenepoel
Depuis son arrivée en 2022 dans l'équipe Soudal Quick-Step et la retraite sportive d'Iljo Keisse, Louis Vervaeke devient l'équipier le plus proche de Remco Evenepoel, disputant la plupart des courses au côté, en protection et au service de son leader et partageant souvent la même chambre lors des différentes compétitions. Début 2024, il déclare : "Avec Remco, on s'entend bien, dans le peloton mais aussi en dehors du vélo... Remco, c'est presque devenu un ami plutôt qu’un équipier. Quand je suis en chambre avec lui, j’oublie que c’est Remco le grand champion, c’est plutôt Remco le copain. Il devient de plus en plus relax...".

## Vie privée
Louis Vervaeke est marié depuis 2019 à Astrid Collinge, une infirmière liégeoise. Cette dernière fut un temps connue à cause du décès de son compagnon à l’époque, le coureur cycliste Antoine Demoitié, percuté par une moto durant Gand-Wevelgem 2016. C’est lors d’une interview d’Astrid que Louis la contacte. 
En 2021, lui et sa compagne, domiciliés dans la province de Liège, sont touchés par les inondations de juillet. Le 16 août 2021, il devient père d’un garçon nommé Augustin. Depuis 2022, Vervaeke et sa famille ont déménagé et habitent désormais à Gand.

## Palmarès et classements mondiaux

### Palmarès
- 2011[1]
  - 3e du Grand Prix Rüebliland
- 2014
  - Classement général de la Ronde de l'Isard d'Ariège
  - Tour des Pays de Savoie :
    - Classement général
    - 5e étape

  - 7e étape du Tour de l'Avenir
- 2017
  - 2e du Trofeo Serra de Tramontana
- 2023
  - 2e étape du Tour des Émirats arabes unis (contre-la-montre par équipes)
  - 2e du Trofeo Calvià
- 2025
  - 2e étape du Tour d'Oman

### Résultats sur les grands tours

#### Tour de France
1 participation
- 2024 : abandon (14e étape)

#### Tour d'Italie
5 participations 
- 2015 : abandon (16e étape)
- 2018 : abandon (19e étape)
- 2019 : abandon (13e étape)
- 2021 : 20e
- 2023 : non-partant (11e étape)

#### Tour d'Espagne
4 participations
- 2016 : 89e
- 2022 : 58e
- 2023 : 33e
- 2024 : 59e

### Classements mondiaux
| Année                                 | 2013 | 2014 | 2015 | 2016  | 2017 | 2018  | 2019  | 2020 | 2021 | 2022 | 2023 | 2024 |
| ------------------------------------- | ---- | ---- | ---- | ----- | ---- | ----- | ----- | ---- | ---- | ---- | ---- | ---- |
| UCI World Tour                        |      | nc   | nc   | nc    | 322e | 284e  |       |      |      |      |      |      |
| Classement mondial                    |      |      |      | 749e  | 427e | 1202e | 1868e | 321e | 768e | 968e | 505e | 772e |
| UCI Europe Tour                       | 440e |      |      | 1449e | 269e | 1579e | 1230e | 266e | 603e | 705e | nc   | nc   |
|                                       |      |      |      |       |      |       |       |      |      |      |      |      |
| Légende : nc = non classéSource : UCI |      |      |      |       |      |       |       |      |      |      |      |      |